# 史策
史策（1993年6月30日—），中国大陸女演员，出生于黑龙江省牡丹江市，毕业于北京舞蹈学院。2015年，凭借话剧《求偶》获得壹戏剧大赏年度菁英女演员奖。2016年，主演青春爱情电影《战大理之罗马假日》。2018年，参加综艺《今夜现场秀》。2020年，出演喜剧电影《你好，李焕英》。2021年，参加综艺《一年一度喜剧大赛》，与搭档获得年度喜剧搭档第季军并走红。

## 獲獎
| 年份   | 頒獎典禮            | 獎項         |
| ------ | ------------------- | ------------ |
| 2024年 | 2024 爱奇艺尖叫之夜 | 年度十佳演员 |

## 外部鏈接
- 史策在豆瓣上的资料（简体中文）